# Winnipeg—St. James
 (février 2020).
Si vous disposez d'ouvrages ou d'articles de référence ou si vous connaissez des sites web de qualité traitant du thème abordé ici, merci de compléter l'article en donnant les références utiles à sa vérifiabilité et en les liant à la section « Notes et références ».
Pour les articles homonymes, voir Winnipeg (homonymie).
Winnipeg—St. James fut une circonscription électorale fédérale du Manitoba, représentée de 1979 à 1997.
La circonscription de Winnipeg—St. James a été créée en 1976 avec des parties de Winnipeg-Nord-Centre et Winnipeg-Sud-Centre. Abolie en 1996, elle fut redistribuée parmi Charleswood—Assiniboine et Winnipeg-Nord-Centre

## Géographie
En 1976, la circonscription de Winnipeg—St. James comprenait:
- La partie nord de la ville de Winnipeg

## Députés
1. 1979-1980 — Bob Lane, PC
2. 1980-1984 — Cyril Keeper, NPD
3. 1984-1988 — George Minaker, PC
4. 1988-1997 — John Harvard, PLC

- NPD = Nouveau Parti démocratique
- PC = Parti progressiste-conservateur
- PLC = Parti libéral du Canada